# Danila Sergejewitsch Koslow
Danila Sergejewitsch Koslow (russisch Данила Сергеевич Козлов; * 19. Januar 2005 in Sankt Petersburg) ist ein russischer Fußballspieler.

## Karriere

### Verein
Koslow begann seine Karriere bei Zenit St. Petersburg. Ohne zuvor für die zweite Mannschaft gespielt zu haben, debütierte er im Februar 2023 im Cup für die Profis von Zenit. Im April 2023 gab er dann gegen Krylja Sowetow Samara auch sein Debüt in der Premjer-Liga. Bis zum Ende der Saison 2022/23 kam er zu zwei Einsätzen im Oberhaus, mit Zenit wurde er Meister.
In der Saison 2023/24 spielte er dann wieder für die U-19 Zenits, einmal kam er für die zweite Mannschaft in der Perwenstwo PFL zum Einsatz. Im Januar 2024 wechselte Koslow zu Baltika Kaliningrad. Insgesamt kam er für Baltika zu zehn Einsätzen in der Premjer-Liga, aus der er mit dem Team aber abstieg. Im Anschluss wechselte er zur Saison 2024/25 zu Erstligist FK Krasnodar.

### Nationalmannschaft
Koslow spielte im November 2019 erstmals für eine russische Jugendnationalauswahl. Im Juni 2023 debütierte er als 18-Jähriger im U-21-Team.